# أنطونيو بيليتي
أنطونيو بيليتي (بالإنجليزية: Ian Banbury)‏ مواليد 27 نوفمبر 1957 في هارتفوردشير، إنجلترا، هو دراج إنجليزي. شارك في دورة الألعاب الأولمبية الصيفية وفاز بميدالية أولمبية.

## الميداليات
| الميدالية | المسابقة                       |
| --------- | ------------------------------ |
| برونزية   | الألعاب الأولمبية الصيفية 1976 |

## روابط خارجية
- أنطونيو بيليتي على موقع أرشيف الدراجات (الإنجليزية)
- أنطونيو بيليتي على موقع إحصائيات الدراجات الإحترافية (الإنجليزية)
- أنطونيو بيليتي على موقع CycleBase (الإنجليزية)
- أنطونيو بيليتي على موقع أوليمبيديا (الإنجليزية)
- أنطونيو بيليتي  على موقع SportsReference  - سبورتس رفرنس